# Tour de France 1973
Tour de France 1973 var den 60. udgave af Tour de France og fandt sted fra 30. juni til 22. juli.
Løbet bestod af 20 etaper på i alt 4.140 km, kørt med en gennemsnitsfart på 33,918 km/t.

## Podieplaceringer
De tre øverstplacerede i løbet var i rækkefølge:
- Luis Ocaña (ESP)
- Bernard Thévenet (FRA)
- José-Manuel Fuente (ESP)